# Küçük Mustafa
Mustafa Çelebi (meglio noto come Küçük Mustafa, ovvero Mustafa il Giovane, per distinguerlo da suo zio; Impero ottomano, 1408 – Impero ottomano, 1423) è stato un principe ottomano, figlio di Mehmed I e rivale per il trono del suo fratellastro Murad II, da cui venne sconfitto e giustiziato.

## Biografia
Mustafa Çelebi, in seguito noto nella storiografia come Küçük Mustafa per distinguerlo dal suo omonimo zio, nacque nel 1408 come secondo figlio maschio del futuro sultano ottomano Mehmed I, che regnò dal 1413 fino alla sua morte nel 1421.
Superata l'infanzia, a Mustafa, come da tradizione, venne assegnata una provincia da governare, nel suo caso quella di Hamideli. Si trovava lì il 26 maggio 1421, quando Mehmed morì e il suo figlio maggiore, Murad II, fratellastro di Mustafa, fu proclamato nuovo sultano. Temendo per la sua vita, Mustafa fuggì a Karaman, dove, col sostegno di Şaraptar İlyas Pasha e dell'impero bizantino, che nel 1422 gli diede in sposa Zampia Paleologa Doria, figlia di Zampia Paleologa (figlia illegittima dell'imperatore Giovanni V) e Ilario Doria, iniziò a preparare una ribellione contro Murad.
Approfittando del fatto che Murad era impegnato in un assedio punitivo a Costantinopoli, che aveva già sostenuto la ribellione di loro zio Mustafa, Küçük Mustafa guidò un esercito nei territori anatolici dell'Impero, e riuscì a conquistare l'importante città di İznik, anche se fallì nella conquista della capitale, Bursa. Immediatamente tolto l'assedio, Murad si diresse contro il fratellastro, che fu facilmente sconfitto, anche grazie al tradimento di Şaraptar İlyas. Catturato mentre tentava la fuga, venne giustiziato nel 1423 per ordine di Murad II.